# Vereinigtes Institut für Kernforschung

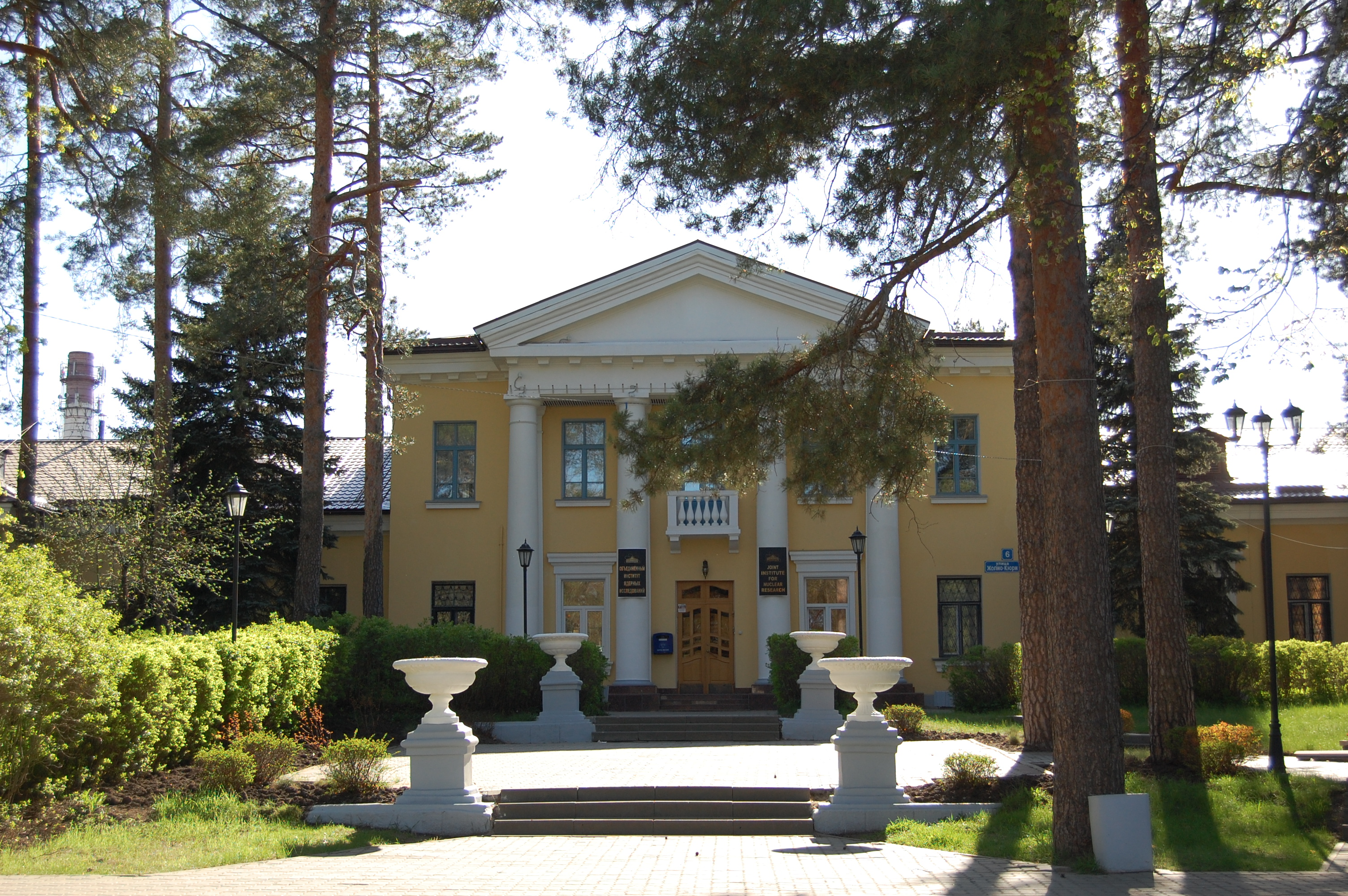
Institutssitz (2015)

Das Vereinigte Institut für Kernforschung (russisch Объединённый институт ядерных исследований (ОИЯИ) Objedinjonny institut jadernych issledowani (OIJaI), englisch Joint Institute for Nuclear Research (JINR)) ist ein international ausgerichtetes Forschungszentrum für Kern- und Teilchenphysik, das sich in Dubna nahe Moskau (Russland) befindet.

## Geschichte
Das Zentrum wurde 1956 gegründet, um ein gemeinsames Zentrum für Kern- und Teilchenphysik für die sozialistischen Länder als Gegenstück zur Gründung des CERN im Westen zu erhalten. Zu den Mitgliedstaaten, die am Institut beteiligt waren, gehörten neben der Sowjetunion Bulgarien, Ungarn, Vietnam, Nordkorea, Kuba, Mongolei, Polen, Rumänien, die Tschechoslowakei, die DDR und zeitweise China. 1957 ging der Teilchenbeschleuniger Synchrophasotron des Instituts in Betrieb. Als dessen Nachfolger ging 1992 das Nuclotron in Betrieb.  Es gab Zusammenarbeit mit 712 Instituten aus 57 Ländern, darunter auch Institute in Deutschland und den USA, und es wurden mit Ägypten, Deutschland, Ungarn, Italien, Serbien und Südafrika auf Regierungsebene Verträge über Zusammenarbeit geschlossen.
In Dubna arbeiteten unter anderem Wissenschaftler wie Bruno Pontecorvo, Nikolai Nikolajewitsch Bogoljubow, Gersch Izkowitsch Budker, Wladimir Iossifowitsch Weksler, Georgi Nikolajewitsch Fljorow (Flerow), Jakow Abramowitsch Smorodinski, Wadim Georgijewitsch Solowjow, Semjon Solomonowitsch Gerschtein, Ilja Frank, Wilen Mitrofanowitsch Strutinski, Witali Iossifowitsch Goldanski, Václav Votruba, Wang Ganchang und aus Deutschland unter anderem Heinz Barwich, Klaus Hennig, Sigurd Hofmann, Heinz Pose und Christian Spiering. Karl Lanius war von 1973 bis 1976 Vizedirektor des Instituts. Während das Institut Ende der 1980er-Jahre noch 7000 Mitarbeiter hatte, wurde dies nach der Wende in den 1990er-Jahren stark reduziert und das Institut hatte mit finanziellen Problemen zu kämpfen. 2011 arbeiteten dort 5000 Mitarbeiter, davon 1200 Wissenschaftler und 2000 Ingenieure.
Das Zentrum war für die Entdeckung der folgenden Elemente des Periodensystems bekannt: Rutherfordium (1964), Dubnium (1967), Seaborgium (1974), Flerovium (Insel der Stabilität, 1999), Livermorium (2001), Nihonium (2004), Moscovium (2004), Oganesson (2006) und Tenness (2010). Bei der Benennung kam es auch zu Elementnamensgebungskontroversen. Diese Entdeckungen geschahen am Flerow Labor für Kernreaktionen (FLNR) des JINR, während Juri Zolakowitsch Oganesjan dort leitender Wissenschaftler war.

## Gegenwart
Seit dem 2022 Russischen Überfall auf die Ukraine sind 15 Länder Mitglieder: Aserbaidschan, Armenien, Belarus, Georgien, Kasachstan, Moldawien, Russland, Usbekistan, Vietnam, die Slowakei, Bulgarien (Mitgliedschaft eingestellt), Kuba, Nordkorea, die Mongolei und Rumänien (Mitgliedschaft eingestellt).
Der oberste Leitungsrat (Gelehrtenrat) bestand neben dem Direktor und Vertretern des Instituts aus je drei Vertretern der Mitgliedsländer. In den Anfangsjahren diente das Institut auch der Ausbildung von Kernphysikern der Mitgliedsländer, wobei eine Ausrichtung auf ausschließlich friedliche Nutzung der Kernenergie in den Statuten festgeschrieben war. Der Direktor und die Laborleiter werden nach dem Umbruch in der Sowjetunion 1990 auf fünf Jahre gewählt, man bemüht sich um eine Besetzung der Positionen unabhängig von den Herkunftsländern und aufgrund wissenschaftlicher Qualifikation und es wurde Englisch neben Russisch als zweite Amtssprache eingeführt.
Es gibt sieben Teilinstitute. Das älteste ist das Institut für Nukleare Probleme, das bereits 1947 gegründet wurde und ein 560-MeV-Synchrozyklotron betrieb, das dann mit dem Institut nach Dubna wechselte. Es gibt den Nuclotron und die Zyklotrone U-400 und U-400M für Experimente zur Synthese schwerer und exotischer Kerne, den Reaktor IBR-2 zur Erzeugung gepulster Neutronenstrahlen, der seit 1984 in Betrieb ist und zur Untersuchungen in der Kernphysik und für Neutronenstreuung in der Festkörperphysik benutzt wird, und einen Protonen-Beschleuniger Phasotron des Instituts für nukleare Probleme, der neben physikalischer Forschung auch zur Krebstherapie eingesetzt wird.
Seit 1995 verleiht das JINR den Bruno-Pontecorvo-Preis für Elementarteilchenphysik und seit 1993 den Flerov-Preis für Kernphysik.

## Direktoren des Instituts
- Dmitri Iwanowitsch Blochinzew (1956–1965)
- Nikolai Nikolajewitsch Bogoljubow (1966–1988)
- Dezső Kiss (1989–1991)
- Wladimir Georgijewitsch Kadyschewski (1992–2005)
- Alexei Norairowitsch Sissakjan (2006–2010)
- Michail Grigorjewitsch Itkis (kommissarisch 2010–2012)
- Wiktor Anatoljewitsch Matwejew (2012–2020)
- Grigory Wladimirowitsch Trubnikov (seit 2021)